# Retrato de Tenochtitlan
Retrato de Tenochtitlan es una representación gráfica de Tenochtitlan y del Valle de México alrededor de 1518, creadas en 3D por computadora por el programador neerlandés Thomas Kole. La recreación artística genera imágenes creíbles de la capital de los Mexica que se sobreponen a fotografías de la moderna Ciudad de México tomadas con drones por el ingeniero geomático mexicano Andrés Semo.

## Desarrollo
Kole creó las imágenes utilizando software de código abierto Blender, Gimp y Darktable en su tiempo libre entre 2022 y 2023. Kole se basó en fuentes publicadas y se benefició de consejos de expertos.

## Lanzamiento
Las imágenes se publicaron en el sitio web del proyecto en septiembre de 2023, incluyendo un texto en náhuatl, traducido por Rodrigo Ortega Acoltzi del español. Los derechos se liberaron con atribución obligatoria bajo licencia Creative Commons BY 4.0.

## Recepción
Retrato de Tenochtitlán llamó la atención de National Geographic en español y se volvió viral. En su primera visita a la Ciudad de México de Kole, en febrero de 2024, presentó su trabajo junto con Semo y Ortega en el Museo Nacional de Antropología.Una semana después presentaron el trabajo en el Centro Cultural Universitario Tlatelolco.

## Galería
|                              |
| Tenochtitlan y los volcanes. |

|                      |
| Vista hacia Tenayuca |

|                                    |
| Vista hacia la Sierra de Guadalupe |

### Videos
- Presentación en CCUT febrero 2024, en YouTube